# Gadens Museum, Nuoro, Sardinien
Gadens Museum, Nuoro, Sardinien er en dansk dokumentarfilm fra 1993, der er instrueret af Cathrine Hasse efter eget manuskript.

## Handling
Museo del Costume e delle Arti Popolari, Nuoro, Sardegna. På Sardinien opføres hvert år særprægede ritualer, som er en naturlig del af tilværelsen i landsbyerne, selvom ingen kender deres oprindelige betydning. Filmen skildrer optog i gaderne og det etnografiske museum, hvor dragter og masker er opstillet i tableauer. Museets sammenhænge og gadens ritual indgår i en gensidig påvirkning.